# Мемориал павшим в Великой Отечественной войне (Новомосковск)
Мемориал павшим в Великой Отечественной войне — мемориальный комплекс в Парке Памяти в Урванском лесу города Новомосковска Тульской области, посвящённый советским воинам, погибшим в Великую Отечественную войну в боях за город. В ноябре — декабре 1941 года части РККА защищали, а затем после 17-дневной оккупации освобождали город от немецко-фашистских войск. Мемориал открыт в 1981 году на месте братской могилы.

## История
11 ноября 1945 года на братской могиле в Урванском лесу был открыт памятник воинам, павшим за освобождение Сталиногорска (ныне Новомосковск). Всего захоронено 165 солдат и офицеров.
В начале 1980-х годов по инициативе молодёжи филиала ГИАП и при поддержке партийного комитета и руководства института был объявлен конкурс на реконструкцию памятника. Из нескольких разработанных тем жюри выбрало проект молодого архитектора, руководителя группы промышленной эстетики филиала ГИАП, Игоря Ивановича Родина. Проект одобрил городской комитет КПСС.
В возведении мемориального комплекса участвовали коллективы ряда предприятий города, по инициативе ГК ВЛКСМ был создан сводный комсомольско-молодёжный отряд. Помощь также была оказана различными организациями города: «Новомосковскгорремстрой», «Новомосковскхимстрой», энерготехнический завод, НИ РХТУ.
В 1981 году строительные работы были завершены, и в Урванском лесу был открыт мемориал: 12-метровая стела из металла с цифрами «1941 — 1945 годы», перед которой на гранитных плитах располагались пятиконечная звезда и Вечный огонь. Согласно проекту, рядом с мемориальным комплексом были посажены голубые ели и установлены светильники. Позднее были выполнены доработки отдельных деталей, после завершения которых мемориальный комплекс и Парк Памяти стал выглядеть завершённым. По воспоминаниям И. И. Родина, в процессе работ в проект вносились небольшие изменения, но в целом ему удалось претворить задуманное в жизнь.
В мае 1999 года у братской могилы в Урванском лесу был открыт памятный камень, установленный по инициативе городского совета ветеранов, администрации и Муниципального Совета. Выполненный из белого мрамора, камень покрывала плита из чёрного мрамора с золотистой надписью: «В ноябре 1941 г. Сталиногорск обороняли воины 239-й стрелковой дивизии. В декабре 1941 года освобождали воины 330-й стрелковой дивизии, 2-й гвардейской кавдивизии, 2-й гвардейской танковой бригады. Вечная слава воинам-героям!»

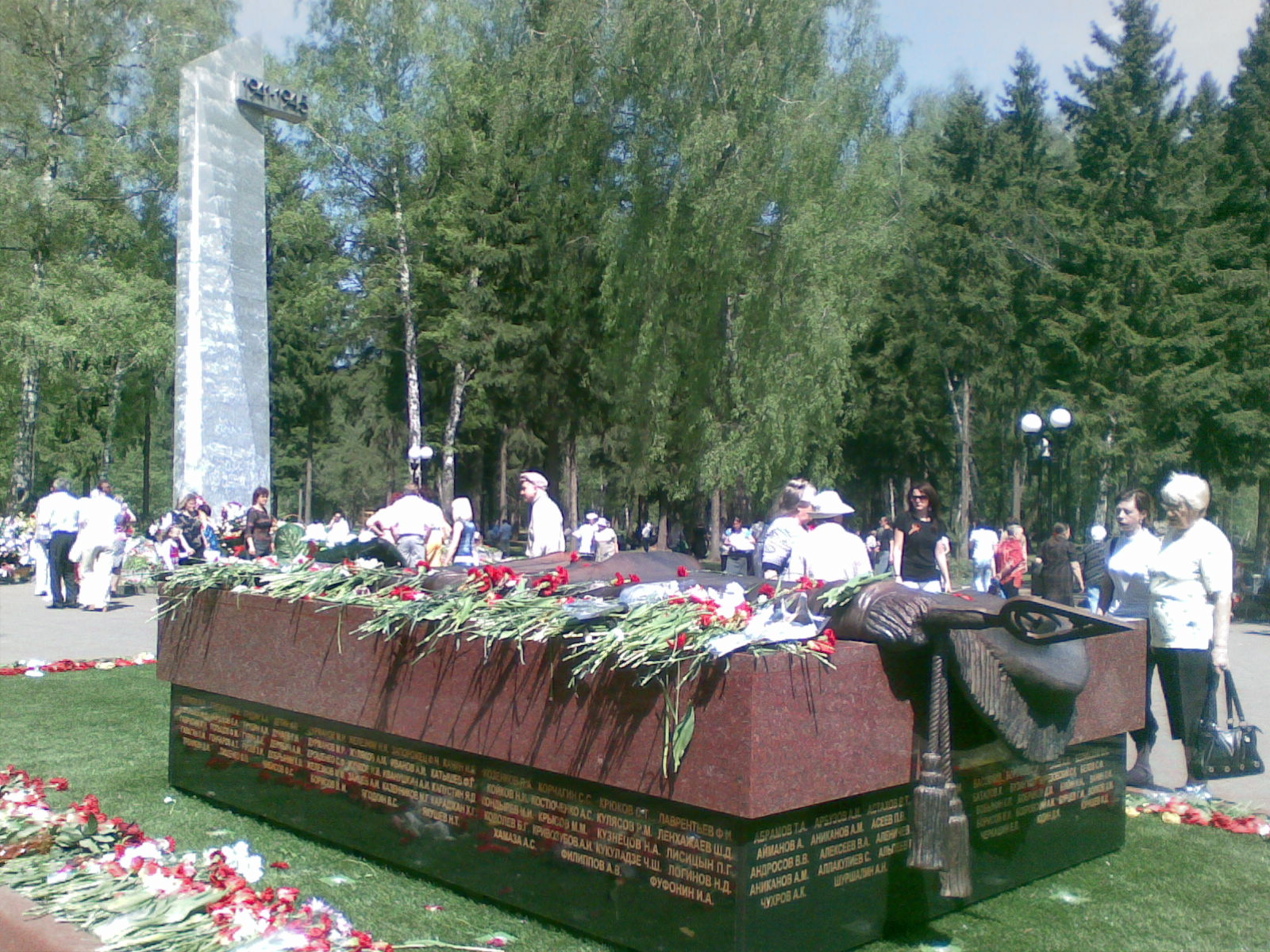
Мемориальный комплекс в память о героях, погибших в сражениях за Сталиногорск, и обо всех новомосковцах, не вернувшихся с фронта.

В 2010 году к 65-летию Победы была проведена реконструкция мемориала, автор обновлённого комплекса — художник Ефим Львович Литвак. Возле Вечного огня появились чёрные кубы с именами всех 7668-ми сталиногорцев, не вернувшихся с фронта. На отдельно стоящем надгробье лежит отлитое из бронзы знамя — как на Могиле Неизвестного солдата у стен Московского Кремля.
По памятным датам, а также во время свадебных церемоний мемориальный комплекс является традиционным местом возложения цветов и венков.

## Состав мемориала

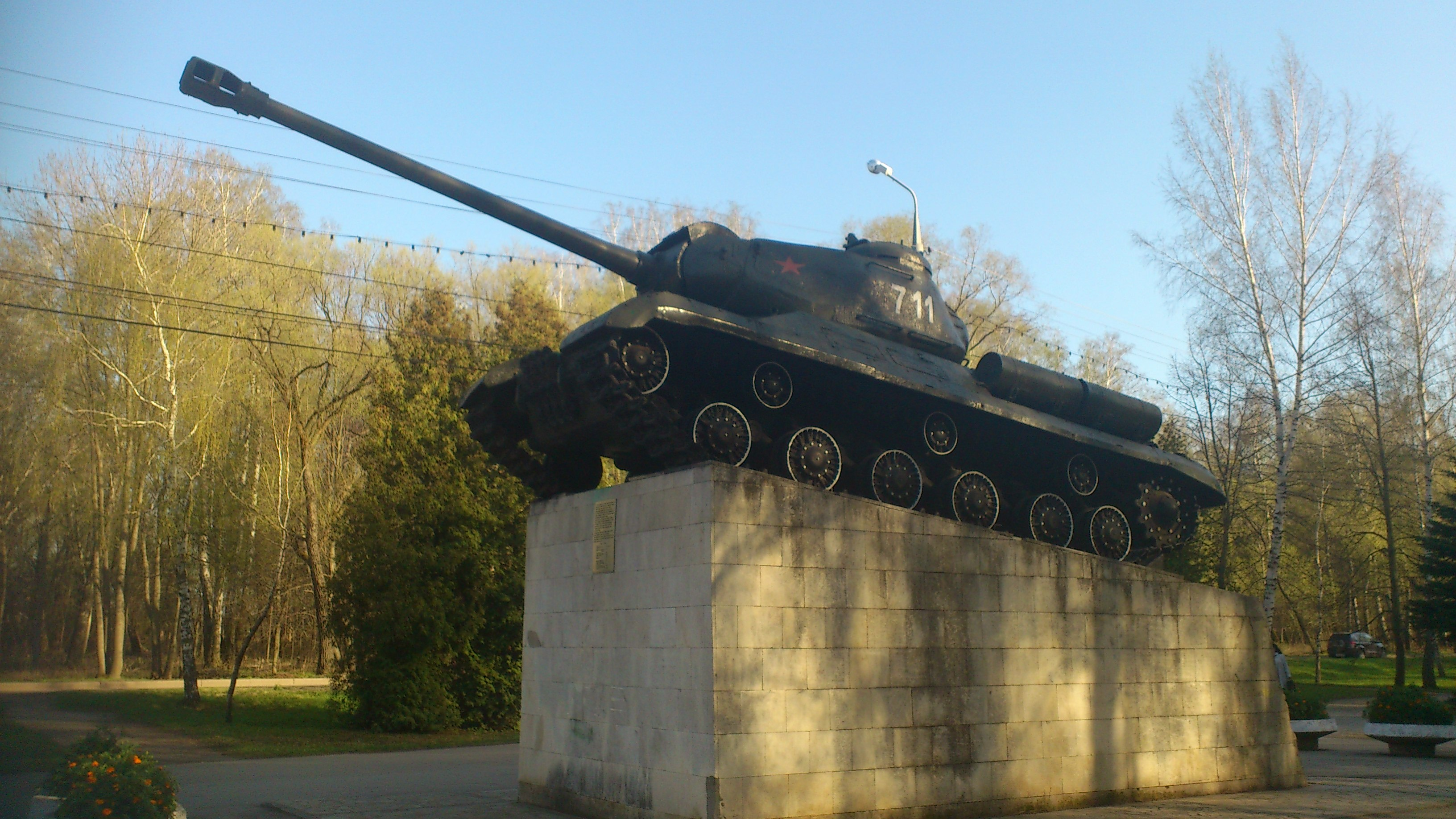
Танк-памятник ИС-2

Мемориальный комплекс состоит из нескольких элементов:
- гранитной гробницы с именами погибших советских солдат за Сталиногорск;
- скульптуры Скорбящей Матери;
- белоснежной арки, возвышающейся над Скорбящей Матерью;
- полукруглого каменного стенда с надписью: «Новомосковцы — Герои Советского Союза: Алексеев, Иван Павлович, Арчаков Н. И., Головин И. В., Загрядский Н. И., Кукунин С. А., Присягин Н. А., Сапелкин И. Ф., Себрова И. Ф., Сидоров Д. С., Стрижков М. П., Фалин В. К., Фролов М. И., Шаров Д. М., Комов Ф. А., Федонов А. Т., Батяев В. С., Вагин С. Т., Кудрявцев Н. Г., Карпов А. А., Полукаров Н. Т., Трещёв К. М., Полуянов Г. П.»;
- шпиля с надписью «1941-1945 годы»;
- Вечного огня, горящего у основания шпиля;
- чёрных кубов с именами 7668-ми сталиногорцев, не вернувшихся с фронта.